# Valentin Trifonov
Pour les articles homonymes, voir Trifonov.
Valentin Andreïevitch Trifonov (russe : Валенти́н Андре́евич Три́фонов), né le 8 septembre 1888 dans l'oblast de l'armée du Don et mort exécuté le 22 juillet 1938 à Moscou est un militant bolchevik, ancien combattant russe de la Première Guerre mondiale, qui devint diplomate et président du Collège militaire de la Cour suprême de l'URSS. Il fut victime des Grandes Purges et sera fusillé après un procès truqué. Il est officiellement réhabilité le 26 novembre 1955.
Valentin Trifonov est le père de l'écrivain soviétique Iouri Trifonov. Il était un ami proche d'Aaron Solts.

## Biographie
Valentin Trifonov rejoint les rangs du parti ouvrier social-démocrate de Russie en 1904. Après la révolution de Février, il devient secrétaire de la fraction du parti social-démocrate du Soviet de Petrograd. Il participe à la formation de la Garde rouge de Petrograd. Au mois de décembre 1917, il est nommé membre du Commissariat du peuple aux affaires militaires de la RSFSR.
Il est délégué au IXe et Xe congrès du parti communiste en novembre 1925. Du 30 novembre 1923 au 2 février 1926, le président du Collège militaire de la Cour suprême de l'URSS. En 1925, il est envoyé en Chine comme adjoint de l'attaché militaire Aleksandr Iegorov, mais à cause de son désaccord avec l'ambassadeur en Chine Lev Karakhan, il est rappelé à Moscou par le chargé d'une mission de contrôle des conseillers soviétiques Andreï Boubnov. En 1926, il est nommé représentant commercial en Finlande. En 1928, il devient membre du Présidium de l'Académie des sciences agraires. Puis, du 11 octobre 1932 au 21 juin 1937, il préside le Comité principal de concession du Conseil des commissaires du peuple.
En 1936, Trifonov écrit le livre Contours d'une guerre à venir qui évoque l'éventualité d'attaque de l'Allemagne nazie sur l’Union soviétique. Il envoie un exemplaire de son ouvrage à Staline, Molotov, Vorochilov et Ordjonikidze, mais ne reçoit pas de réponse.
Il est démis de ses fonctions au Collège militaire de la Cour suprême par Kliment Vorochilov devenu nouveau commissaire du peuple pour les Affaires militaires et navales et président du Conseil militaire révolutionnaire de l'URSS, qui le remplace par Vassili Oulrikh. Trifonov est arrêté le 21 juin 1937, et accusé de trotskisme. Déclaré coupable il est fusillé le 15 mars 1938. 
Son fils écrivain Iouri Trifonov lui consacre un livre, Le Reflet du Brasier en 1968.